# بنجامين بلاكبيرن
بنجامين بلاكبيرن (بالإنجليزية: Benjamin Blackburn)‏ (10 سبتمبر 1855 في المملكة المتحدة - 6 مايو 1907 في المملكة المتحدة) هو لاعب كريكت بريطاني (وحمل سابقاً جنسية المملكة المتحدة لبريطانيا العظمى وأيرلندا). لعب مع نادي مقاطعة نوتنغهامشير للكريكت ‏.

## وصلات خارجية
- بنجامين بلاكبيرن على موقع إي آس بي آن كريك إنفو (الإنجليزية)